# Золитуде

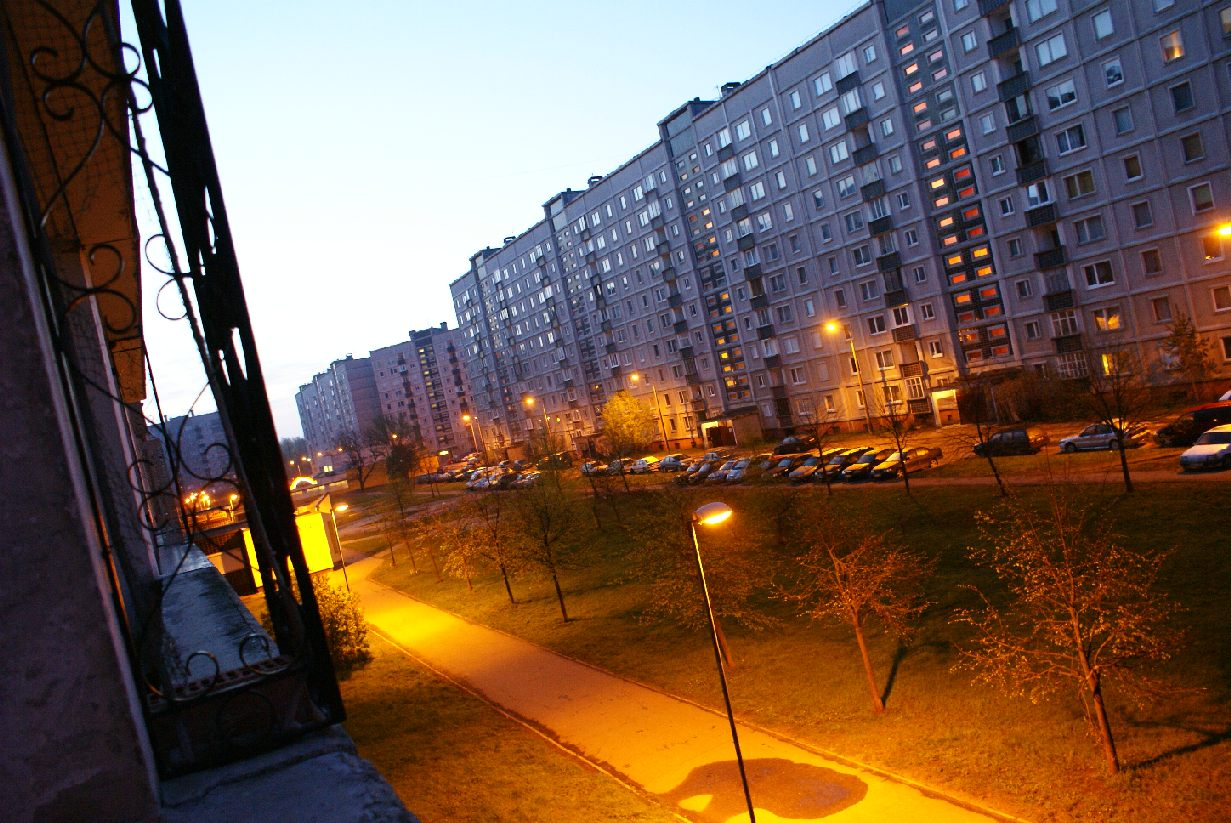
Улица Александра Биезиня

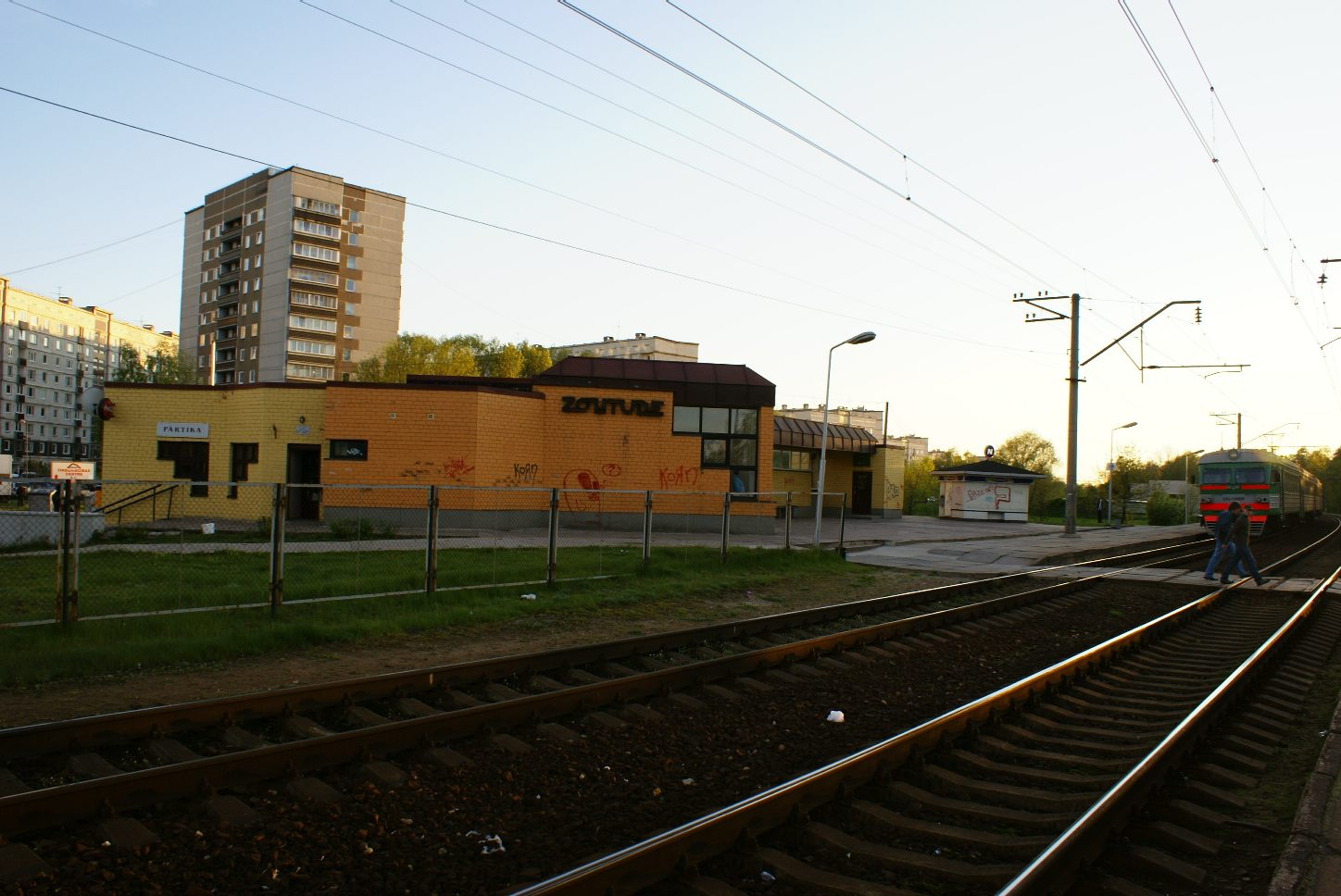
Ж/д станция «Золитуде» (2007)

Зо́литу́де (латыш. Zolitūde) — микрорайон в западной части города Риги, расположенный на левом берегу реки Даугава, между железнодорожной линией и автотрассой на Юрмалу. Граничит с районами на севере с Имантой, на западе с Бебербеки, на юге с Плескодале, на востоке с Шампетерисом.
Название микрорайона происходит от располагавшейся здесь одноимённой старинной усадьбы (фр. Solitude — одиночество, уединённое место, пу́стынь).
Делится на части улицей Анниньмуйжас: Золитуде-1 и Золитуде-2.
Главные улицы: Русес (Ruses, в честь города Русе в Болгарии), Ростокас (Rostokas, в честь города Росток в Германии), Золитудес (Zolitūdes), Грамздас (Gramzdas), Александра Биезиня (Aleksandra Bieziņa), Паула Лейиня (Paula Leijiņa), Анниньмуйжас (Anniņmuižas), Юркалнес (Jūrkalnes), часть Карля Улманя гатве (Kārļa Ulmaņa gatve (в разговорной речи часто именуемая «Юрмальское шоссе»).

## История
В XIX веке была построена железнодорожная линия Рига-Тукумс, которая пересекает и район Золитудес со станцией Солитудес (после 1929 года Имантас). На рубеже XIX-XX веков в районе нынешнего Золитудеса и улицы Муку, к югу от площади Рикшотаю, были основаны небольшие фермерские хозяйства. Усадьба Золитуде была в то время увеселительной и рекреационной усадьбой с собственной фермой, парком и оранжереей, где выращивались деревья, привезенные из Санкт-Петербурга.
24 февраля 1924 года парламент принял закон об административных границах Риги. В границы города были включены обширные территории Пардаугавы, в том числе Болдерая, Даугавгрива, Клейсти, усадьбы Булли и Солитьюд, Большая и Малая Дамме, Анниньмуйжа и Шампетерис. Во время Первого Латвийского государства была проведена аграрная реформа, в ходе которой с принятием Закона об аграрной реформе латвийские города, в том числе и Рига, получили право расширять свои районы, земли с помощью правительства, то есть право экспроприировать помещичьи земли в административных границах Риги.
В начале XX века район Золитудес характеризовался индивидуальными и односемейными домами в квартале между улицами Золитудес, Рикшотаю, Апузес и Грамзас. Позже, в 1930-х годах, были построены и двухэтажные многоквартирные дома.
В советское время микрорайон Золитуде входил в состав Ленинского, а затем Ленинградского района. Для Ленинского района характерна малоэтажная застройка с небольшими зелеными садами и большими незастроенными площадями, так как в 1950-е годы в Золитуде ещё строились индивидуальные одноквартирные дома. Массивные жилые районы формировались в районах с существующей обширной малоэтажной застройкой, а также в свободных от садов и застройки районах, таких как Золитуде, Иманта и другие.
Строительство панельных домов началось в 1985 году. Застройка характеризуется латвийским проектом «119 серий». Здания регулярно ориентированы друг на друга и соединены между собой, образуя группы зданий. Характерной особенностью застройки Золитуде является то, что здания возводились секциями разной этажности, подчеркнутыми башенками, что создает богатый общий силуэт района - жилые дома от 6 до 16 этажей и общественные здания.
Планировка Золитуде основана на пешеходных улицах, ориентированных на железнодорожные станции «Иманта» и «Золитуде». Здесь есть дугообразные структуры групп зданий, образующих большие, полузакрытые внутренние дворы. Для застройки улиц Золитудес характерна периметральная застройка. Изначально в Золитуде планировалось 4 района, но расположение районов было связано с линиями метро, которые планировалось построить, поэтому структура застройки Золитуде была изменена, а планировка районов переработана - вместо первоначально запланированных четырех районов было построено три.
Золитуде как жилой район должен был расшириться за счет новых домов, достигнув слияния с Шампетерисом и Плескоудале. После распада СССР Ленинский район был переименован в Земгальское предместье, в которое также вошло Золитуде. Комплексы двух вышеупомянутых усадеб Шампетерис и Золитуде не сохранились в современной городской среде, но названия усадеб сохранились в топонимике, однако построенный в советское время высотный жилой комплекс Золитуде ассоциативно связан с этим микрорайоном.

## Экономика
В советское время Золитуде был известен уникальным производством — заводом ЭЛЛАР, где изготавливалось высокоточное оборудование для производства микросхем и полупроводников, на нём на пике развития работало 3,5 тыс. человек; получателями были работавшие на космос и оборону предприятия — такие, как рижская «Альфа».

## Учебные заведения
- «Рижское 264 дошкольное учебное учреждение „Зелта атследзыня“»("Rīgas 264. pirmsskolas izglītības iestāde «Zelta atslēdziņa»")
- «Рижское дошкольное учебное учреждение „Званыньш“»("Rīgas pirmsskolas izglītības iestāde «Zvaniņš»")
- «Рижская Золитудская начальная школа» («Rīgas Zolitūdes pirmsskola»)
- «Рижская Золитудская гимназия» (бывшая 91-я школа)[2] («Rīgas Zolitūdes ģimnāzija»)
- «Гимназия Северных стран»[3] («Ziemeļvalstu ģimnāzija»)

## Инфраструктура

### Магазины
Магазины-универсамы: «Lidl», «Maxima X», «Maxima XX» (обрушился 21 ноября 2013 года, погибло 54 человека),
два магазина Mego (P.Lejiņa iela 2a, А.Bieziņa iela 8),
три магазина сети Rimi: «Zolitūdes», «Rimi Mini Apūzes», «Rimi Gramzdas».

### Транспорт
Автобус
- 8: Привокзальная площадь — Золитуде[4]
- 44: Зиепниеккалнс — Золитуде[5]
- 46: Зиепниеккалнс — Иманта — Золитуде[6]
- 53: Эспланада — Золитуде[7]
- 56: Даугавгрива — Болдерая — Иманта — Золитуде — Зиепниекалнс[8]

Ночной автобус
- N4: Центр — Иманта — Золитуде — Центр[9] — В силу ограничений COVID-19 данный маршрут в настоящее время закрыт.

Автобус-экспресс
- 336: ул. Базницас — Золитуде (Автобус-экспресс)[10]
- 363: Межциемс — Привокзальная площадь — Агенскалнс — Иманта — Золитуде — Шампетерис (автобус-экспресс)[11]

Электропоезд
- Платформы Золитуде и Иманта на линии Рига — Юрмала — Слока — Тукумс[12]